# Malliavin-Ableitung
Die Malliavin-Ableitung (auch stochastische Ableitung genannt) ist ein Begriff aus dem Malliavin-Kalkül und bezeichnet die Ableitung einer Zufallsvariable bezüglich des Ergebnisparameters {\displaystyle \omega \in \Omega }. Da Zufallsvariablen meistens fast sicher definiert sind und {\displaystyle \Omega } im Allgemeinen nicht die passende topologische Struktur besitzt, versagen klassische Ableitungsbegriffe wie zum Beispiel die Fréchet-Ableitung und es muss ein neuer Differenzierungsoperator unabhängig von der topologischen Struktur definiert werden.
Die Malliavin-Ableitung ist nach dem französischen Mathematiker Paul Malliavin benannt. Der adjungierte Operator der Malliavin-Ableitung ist der Divergenz-Operator, betrachtet man einen L2-Raum und weißes Rauschen, dann nennt man diesen Skorochod-Integral.

## Malliavin-Ableitung
Mit {\displaystyle C_{p}^{\infty }(\mathbb {R} ^{n})} notieren wir den Raum der glatten Funktionen, deren partiellen Ableitungen polynomiales Wachstum besitzen, d. h. {\displaystyle |f^{(k)}(x)|\leq C(1+|x|^{n})} für alle {\displaystyle k} und ein {\displaystyle n}.
Sei {\displaystyle (\Omega ,{\mathcal {F}},P)} ein vollständiger Wahrscheinlichkeitsraum und {\displaystyle W} ein isonormaler Gauß-Prozess auf einem separablen Hilbert-Raum {\displaystyle H} und {\displaystyle {\mathcal {F}}:=\sigma (W)}. Definiere die Klasse {\displaystyle {\mathcal {S}}\subset L^{2}(\Omega ;\mathbb {R} )} glatter Zufallsvariablen der Form
{\displaystyle F=f(W(h_{1}),\dots ,W(h_{n}))}
für {\displaystyle h_{1},\dots ,h_{n}\in H,\;f\in C_{p}^{\infty }(\mathbb {R} ^{n},\mathbb {R} )} und {\displaystyle n\in \mathbb {N} }.
Die Malliavin-Ableitung einer Zufallsvariable {\displaystyle F\in {\mathcal {S}}} ist die {\displaystyle H}-wertige Zufallsvariable
{\displaystyle DF=\sum \limits _{i=1}^{n}\partial _{i}f(W(h_{1}),\dots ,W(h_{n}))h_{i}.}
Die Richtungsableitung nach {\displaystyle h\in H} ist dann definiert als
{\displaystyle D_{h}F=\langle DF,h\rangle _{H}=\lim \limits _{\varepsilon \to 0}{\frac {1}{\varepsilon }}[f(W(h_{1})+\varepsilon \langle h_{1},h\rangle _{H},\dots ,W(h_{n})+\varepsilon \langle h_{n},h\rangle _{H})-f(W(h_{1}),\dots ,W(h_{n}))].}

### Erläuterungen
- Die Ableitung hängt nicht von der Darstellung von {\displaystyle F} ab.
- Der Operator {\displaystyle D} ist abschließbar von {\displaystyle L^{p}(\Omega )} nach {\displaystyle L^{p}(\Omega ;H)} für {\displaystyle p\geq 1} und dieser eindeutige Abschluss wird wieder mit {\displaystyle D} notiert.[2]
- Wir definieren die {\displaystyle k}-te Ableitung als die {\displaystyle H^{\otimes k}}-wertige Zufallsvariable durch die Iteration {\displaystyle D^{k}F:=DD^{k-1}F}.
- Die Domäne von {\displaystyle D^{k}} in {\displaystyle L^{p}(\Omega )}, d. h. die Vervollständigung von {\displaystyle {\mathcal {S}}} bezüglich der Malliavin-Sobolew-Norm definiert durch

{\displaystyle \|F\|_{k,p}=\left[\mathbb {E} [|F|^{p}]+\sum \limits _{j=1}^{k}\mathbb {E} [\|D^{j}F\|_{H^{\otimes j}}^{p}]\right]^{1/p},}
notieren wir mit {\displaystyle \mathbb {D} ^{k,p}}. Der Raum wird manchmal auch als Watanabe-Sobolew-Raum bezeichnet.
- Falls {\displaystyle g\in C_{p}^{\infty }(\mathbb {R} ^{d},\mathbb {R} )} und {\displaystyle Z=(Z_{1},\dots ,Z_{d})} mit {\displaystyle \forall j=1,\dots ,d,\;Z_{j}\in \mathbb {D} ^{1,2}}, dann gilt {\displaystyle g(Z)\in \mathbb {D} ^{1,2}} und die Kettenregel

{\displaystyle Dg(Z)=\sum \limits _{i=1}^{d}\partial _{i}g(Z)DZ_{i}.}
- Für {\displaystyle H=L^{2}(T)} ist die Ableitung ein Prozess wegen der Identifikation {\displaystyle L^{2}(\Omega ;H)\cong L^{2}(T\times \Omega )} und häufig als {\displaystyle \{D_{t}F,t\in T\}} respektive allgemeiner für {\displaystyle F\in \mathbb {D} ^{k,p}} mit der Identifikation {\displaystyle L^{2}(\Omega ;H^{\otimes k})\cong L^{2}(T^{k}\times \Omega )} als {\displaystyle \{D_{t_{1},\dots ,t_{k}}^{k}F,t_{i}\in T\}} notiert.[3]
- Der adjungierte Operator von {\displaystyle D} wird Divergenzoperator genannt und üblicherweise mit {\displaystyle \delta } notiert. Im {\displaystyle L^{2}}-Fall für weißem Rauschen nennt man diesen Skorochod-Integral.
- Durch Tensorierung können wir die Definition auf Hilbert-wertige Variablen {\displaystyle {\mathcal {S}}(V):={\mathcal {S}}\otimes V} erweitern und erhalten eine Abbildung {\displaystyle {\mathcal {S}}(V)\subset L^{p}(\Omega ;V)} nach {\displaystyle L^{p}(\Omega ;H^{\otimes k}\otimes V)}.
- Es existiert auch eine Erweiterung zu einem Banach-wertigen Operator {\displaystyle D:\mathbb {D} ^{k,p}\to L^{p}(\Omega ;\gamma (H,E))}, wobei {\displaystyle \gamma (H,E)} das Operator-Ideal der {\displaystyle \gamma }-radonifizierten Operatoren ist.

### Beispiele
- Wir betrachten das kanonische Modell {\displaystyle \Omega =C_{0}([0,1];\mathbb {R} )} und {\displaystyle H=L^{2}([0,1];\mathbb {R} )} und

{\displaystyle F=f(W(t_{1}),\dots ,W(t_{n})),\quad f\in C_{p}^{\infty }(\mathbb {R} ^{n}),\quad 0\leq t_{1}<\cdots <t_{n}\leq 1}
mit weißem Rauschen
{\displaystyle W(t_{i}):=W(1_{[0,t_{i}]})=\int _{0}^{t_{i}}\mathrm {d} W_{t},}
dann ist die Ableitung in Richtung {\displaystyle h\in H} gegeben durch
{\displaystyle {}{\begin{aligned}\langle DF,h\rangle _{H}&=\sum \limits _{i=1}^{n}\partial _{i}f(W(h_{1}),\dots ,W(h_{n}))\int _{0}^{t_{i}}h(s)\mathrm {d} s\\&={\frac {\mathrm {d} }{\mathrm {d} \varepsilon }}F\left(\omega +\varepsilon \int _{0}^{\cdot }h(s)\mathrm {d} s\right){\bigg |}_{\varepsilon =0}.\end{aligned}}}

## Partielle Integration
Sei {\displaystyle F,G\in {\mathcal {S}}} und {\displaystyle h\in H}, dann gilt
{\displaystyle \mathbb {E} [\langle DF,h\rangle _{H}]=\mathbb {E} [FW(h)]}
und daraus folgt
{\displaystyle \mathbb {E} [G\langle DF,h\rangle _{H}]=\mathbb {E} [-F\langle DG,h\rangle _{H}+FGW(h)].}